# Beryl Markham
Beryl Markham, roz. Clutterbuck (26. října 1902 Ashwell, Rutland, Spojené království – 3. srpna 1986 Nairobi, Keňa) byla pilotka britského původu a trenérka koní. Jako první žena přeletěla Atlantik při sólovém letu z východu na západ.

## Životopis
Narodila se ve Velké Británii v rodině uznávaného trenéra koní. Když jí byly čtyři roky, odstěhovala se rodina do Keni, která tehdy byla britským protektorátem. Její matka se brzy vrátila do Anglie, ale Beryl zůstala s otcem v Keni. Prožila zde dobrodružné dětství a od otce se naučila mít ráda koně a rozumět jim. Jako první žena pak v Keni získala trenérskou licenci.
Byla přítelkyní Karen Blixenové, s níž se seznámila za jejího pobytu v Keni. Díky ní poznala také Denyse Finche Hattona, aristokrata a letce. Dalším mužem, který ji přivedl k létání, byl Tom Campbell Black, který se stal jejím leteckým instruktorem a přítelem. Začala pracovat jako pilotka, jejímž úkolem bylo ze vzduchu hlásit lovcům, kde se nachází zvěř.
Když se rozhodla letět přes Atlantik, doufala, že získá dva rekordy – jednak v té době ještě nikdo neletěl přímo z Evropy do New Yorku, jednak tuto trasu náročnějším směrem na západ neabsolvovala žádná žena sama (několik jich nicméně při takovém pokusu přišlo o život).
Dne 4. září 1936 vzlétla z Anglie se strojem Percival Vega Gull a po dvacetihodinovém letu, během nějž jí kvůli zamrznutí potrubí došlo palivo, nouzově přistála v kanadském Novém Skotsku. Ačkoli první cíl se jí tak splnit nepodařilo, druhý ano.
Svůj dobrodružný život popsala v knize West with the Night, vydané roku 1942. Žila pak ve Spojených státech, v roce 1952 se však vrátila zpátky do Keni, kde se stala úspěšnou trenérkou koní.

## Osobní život
Byla třikrát vdaná, příjmení Markham převzala od svého druhého manžela, s nímž měla syna.